# Những cây thuốc và vị thuốc Việt Nam
Những cây thuốc và vị thuốc Việt Nam là cuốn sách về dược liệu nổi tiếng của nhà dược học Đỗ Tất Lợi. Đây là công trình nghiên cứu trong hơn 20 năm của ông, được xuất bản lần đầu vào năm 1962, tập hợp giới thiệu hơn 700 vị thuốc Việt Nam. Cuốn sách đã được đánh giá cao ở cả trong và ngoài nước, được coi là có ích để bảo vệ sức khỏe trong đời sống hàng ngày.

## Xuất bản lần đầu
Đỗ Tất Lợi (1919-2008) bắt đầu nghiên cứu dược học từ năm 1939, khi đang là sinh viên của trường Đại học Y Dược Hà Nội. Sau kháng chiến chống Pháp, ông trở thành Chủ nhiệm Bộ môn Dược liệu của Đại học Y Dược Hà Nội. Trong thời gian này, ngoài công việc giảng dạy, ông tập trung toàn bộ vào việc nghiên cứu về các dược liệu Việt Nam, tìm hiểu các tài liệu nghiên cứu trước đó của phương Đông và phương Tây, nghiên cứu trong phòng thí nghiệm, đồng thời đi nhiều nơi trên đất nước để tìm kiếm các vị thuốc. Năm 1962, ông cho ra mắt bộ sách Những cây thuốc và vị thuốc Việt Nam (hay Dược liệu học và các vị thuốc Việt Nam. Đây là một bộ sách lớn, lần xuất bản đầu tiên (1962-1965) được in 10.000 cuốn, chia làm 6 tập, tổng cộng dày 1.494 trang. Bộ sách đã giới thiệu hơn 700 vị thuốc, gồm 164 cây thuốc, 77 vị thuốc động vật, 20 vị thuốc khoáng vật. Mỗi loại đều có tên khoa học, tên tiếng Việt và tên chữ Hán, những đặc tính chung, mô tả quá trình phân phối, thu hoạch, chế biến, thành phần hoá học và công dụng, liều dùng. Cuốn sách bao gồm cả những loại thuốc mà các nhà khoa học đã xác minh cơ chế, lẫn cả những loại được kiểm chứng hiệu nghiệm trong thực tế nhưng vẫn chưa được nghiên cứu rõ ràng.
Trong lời giới thiệu bộ sách lần xuất bản đầu tiên, Thứ trưởng Bộ Y tế Việt Nam, ông Vũ Công Thuyết, đã viết:
| “ | ...Bộ sách đã thể hiện một công trình sưu tầm, nghiên cứu rất công phu, một khối lượng lao động rất lớn trong nhiều năm của tác giả. Nhiều công trình nghiên cứu trong nước, nhiều tài liệu nước ngoài đã được khảo sát, chọn lọc, cộng với hơn 20 năm trong nghề của tác giả, một cán bộ đã có nhiều nhiệt tình và cống hiến trong việc nghiên cứu thuốc nam. | ” |

## Đánh giá
Ngay sau khi ra mắt, cuốn sách đã nhận được sự quan tâm của các nhà khoa học trong và ngoài nước. Giáo sư Phạm Ngọc Thạch nhận xét: "Bộ sách rất tốt, rất dễ hiểu, nội dung phong phú, cái hay ở đây là trình bày kinh nghiệm bản thân cùng với kinh nghiệm dân gian và kinh nghiệm nước ngoài". Năm 1964, Bộ Đại học và Trung học Chuyên nghiệp Liên Xô đã coi cuốn sách như một hiện tượng khoa học tại Việt Nam, ra chỉ thị cho Viện Hoá Dược Leningrad thành lập một nhóm nghiên cứu về cuốn sách này. Sau gần hai năm, nhóm bốn nhà khoa học I. I. Brekman, A. F. Hammerman, I. V. Grusvisky và A. A. Yasenko-Khmelevsky đã có báo cáo trên 10.000 từ về cuốn sách, trên tạp chí Tài nguyên thực vật (quyển 3, tập 1), nhan đề "Cây thuốc Việt Nam và vai trò của giáo sư Đỗ Tất Lợi trong việc nghiên cứu các cây thuốc đó.". Trong báo cáo này, ngoài nhận xét chung và phân tích chi tiết từng nhóm vị thuốc và một số cây thuốc đại diện, các nhà bác học Liên Xô còn nêu lên những đặc điểm nổi bật của cuốn sách là "vừa mang tính khoa học hiện đại, vừa nêu được những giá trị của y học cổ truyền phương Đông, vừa có tính chất bác học, vừa có tính phổ cập bình dân". Bên cạnh đó, họ còn cho rằng với tất cả các công trình về cây thuốc nhiệt đới của người Pháp trong thời Pháp thuộc như của các tác giả Torell, Regnault, Perrot, Hurrier, Crevost-Pételot..., không có công trình nào có thể sánh ngang với công trình của nhà dược học Đỗ Tất Lợi..
Năm 1983, tại Triển lãm hội chợ sách quốc tế ở Moskva, bộ sách được bình chọn là một trong 7 viên ngọc quý của Triển lãm. Năm 1996, với chỉ duy nhất công trình nghiên cứu này, giáo sư Đỗ Tất Lợi đã được trao tặng Giải thưởng Hồ Chí Minh đợt I về khoa học công nghệ.
Năm 2007, cuốn sách Những cây thuốc và vị thuốc Việt Nam (tái bản năm 2006 của Nhà xuất bản Y học) đã đoạt giải đặc biệt của Hiệp hội Xuất bản châu Á - Thái Bình Dương (APPA).

## Tái bản
Đến nay, bộ sách đã được tái bản ít nhất 14 lần (riêng Nhà xuất bản Y học là 8 lần). Mỗi lần xuất bản đều được tác giả sửa chữa, bổ sung rất cẩn thận. Năm 1999, trong lần xuất bản thứ 8, nguyên Bộ trưởng Bộ Y tế Việt Nam Đỗ Nguyễn Phương đã viết:
| “ | Mỗi lần xuất bản bộ sách Những cây thuốc và vị thuốc Việt Nam, tác giả đều sửa chữa bổ sung một cách thận trọng. Ngay trong lần xuất bản này, tuy tuổi đã cao. GS. Đỗ Tất Lợi đã để mấy năm rà soát, sửa chữa và sưu tầm nghiên cứu thêm một số cây mới, vị thuốc mới và hoàn chỉnh bản thảo một cách nghiêm túc. | ” |

Cho đến năm 2005, số lượng xuất bản của cuốn sách lên tới 150.000 bản, được coi là một kỷ lục đặc biệt đối với sách khoa học kỹ thuật. Không chỉ được sử dụng trong nghiên cứu và sản xuất dược phẩm, cuốn sách còn được sử dụng rộng rãi trong đời sống, nhiều gia đình đã sử dụng sách để chữa bệnh trong gia đình.